# Alessandro Vittore Papacino d'Antoni
Alessandro Vittore Papacino d'Antoni fue un militar y escritor de Italia nacido en 1714 y fallecido en 1788.
Papacino fue teniente general del Piamonte y director del Colegio de Artillería de Turín, y próspero en el ejército por su conducta y su entereza desde simple artillero a los grados superiores, empleando toda su vida con buen éxito en la ciencia de la artillería en Italia.
Como escritor militar dejó varias obras como "Instituciones físico-mecánica para el uso de los Reales Colegios de Artillería de Turín, Estrasburgo, 1777, 2 tomos en 8.º; "Ensayo de la pólvora", Turín, 1765, en 4.º; "Del uso de las armas de fuego", 1780, en 4.º, "Manejo de las armas de artillería", 1782, en 4.º.

## Biografía
Papacino nació de honorable familia pero de pocos posibles, originaria de España, comprometida a la Casa de Saboya, y su padre Antoine-Victor Papacino era capitán del puerto de Villefranche y su madre era Jeanne d'Antoni, y un tío suyo, Jean-Pierre, sirvió con distinción en la artillería, bajo el reinado de Víctor Amadeo II de Saboya, y su hermano Joseph-Antoine obtuvo el grado de teniente-coronel de artillería, en la comandancia establecida en Niza.
Papacino siguió el camino de sus parientes y a joven edad prestó sus servicios en la artillería en calidad de voluntario y mostró valor y habilidad en los sitios de Casali, de Pizzghottone y en la villa de Tortone, dirigidos por el rey Carlos Manuel III de Saboya.
Posteriormente, tuvo el cargo de ayudante mayor de su regimiento en la jornada de Pavía, marzo de 1734 y nombrado teniente el 2-12-1741; posteriormente el rey de Cerdeña se alía con Austria, destacando como buen artillero y hábil ingeniero, significándose particularmente en el combate de Montalbán en 1744, obteniendo el grado de capitán.
En 1747, apreciando su soberano sus talentos y celo le nombra jefe de una comisión y le envía a Plaisance, Pavia y Milán para reglamentar con los oficiales españoles y austriacos compartir y restituir las piezas de artillería y municiones de guerra.
Por otra parte, Papacino no cesó de ocuparse en el estudio de la física y de las matemáticas, relacionándose con dos eruditos de gran crédito en la corte de Turín: el uno fue el abad Jerome Tagliazucchi, eclesiástico literato nacido en Módena en 1674 y fallecido en 1751, a quien sus talentos literarios unía sus conocimientos matemáticos, protegido `por el duque de Renaud I, su señor, de quien obtuvo una plaza en la cancillería ducal y le siguió a Bolonia donde principio en la universidad, y tras su regreso a Modena desempeñó un beneficio y la cátedra de lengua griega en el Colegio de los Nobles de Módena; en 1728 fue a Milán donde enseñó a María Cayetano Agnesi álgebra y el griego, desempeñando luego la cátedra de elocuencia en Turín, dejando varias obras como las siguientes: "Epigramma greco,..."1703;+, "Prose et poesie toscane", Turin, 1735, en 8.º, "Rima y panegírico al rey de Cerdeña", Bergamo, 1757, en 8.º, "De la poesía lírica", obra póstuma publicada por el abate Jean-Baptiste Vicini (1709-1782), helenista y poeta, primer poeta de François-Marie d'Este, duque de Módena, historiógrafo de la villa de Cornaro, dejando traducciones de poetas griegos y poemas.
El otro era Ignace Bertola, abogado quien conquistó la reputación de célebre ingeniero y devino director de la Escuela Real de Artillería, y posteriormente, cuando el abad Jean-Antoine Nollet (1700-), profesor de física experimental en la escuela de artillería de La Fere en Francia fue llamado a Turin para dar lecciones al duque de Saboya, Papacino fue admitido en las conferencias y experiencias privadas, en el convento de San Francisco de Paula.
En 1755, Papacino fue elegido director de escuelas de teorías, con el grado de mayor de artillería y el 12 de junio fue nombrado caballero de la Orden de San Mauricio y San Lázaro, y como director de la escuela de artillería compuso un curso de matemáticas, de artillería y de arquitectura militar, traducida al francés por Mont-Rosard, publicada en 1777, adoptado este curso para enseñarlo en las escuelas de artillería de Prusia y los Estados de la República de Venecia y en su obra "Examen de la pólvora", estableció nuevas reglas para la fabricación de la pólvora y realizó reformas en el cuerpo de artillería creando una escuela dentro de su regimiento para instruir a los artilleros.
En 1774, Papacino fue nombrado brigada, más tarde mayor-general, en 1783 jefe del cuerpo real de artillería y en 1784 fue teniente-general y elegido por Víctor Amadeo III de Saboya para enseñar los principios del arte de la guerra, en calidad de preceptor y le dio una rica comandancia, Avograda-Massazza.

## Obras
- Instituzioni fisico-mecaniche er le Regie scuole d'artiglera e fortificazione, Turin, 1773, 2 vols. en 8.º
- Dell'artiglerie militare per le Regie scuole gteoriche d'artiglieria e fortificazioni, Turin, 1778, 2 vols. en 8.º.
- Dell'use delle armi da fuoco, Turin, 1780, en 8.º.
- Dell'architettura militare
- Esame della polvere
- Algebra elementare
- Geometria de solidi
- La Tattica elementare
- La Storia dell'Artigleria de Regi-Stati...
- Connaissances pour faire la guerre en Lombardie,....

- Memorias que no se publicaron